# Schülerfreund
Der Schülerfreund war ein populäres Taschenmerkbuch für Schüler höherer Lehranstalten, das vermutlich zum ersten Mal vor dem Ersten Weltkrieg von Buchhandlungen ausgegeben wurde, die die Bändchen wiederum bis Ende der 1930er Jahre kostenlos an Schüler abgaben. Er ist in Form eines kleinen Handbuches angelegt, in dem die Schüler auf entsprechenden Vordrucken ihre Schulstunden eintragen konnten, beinhaltete aber auch ein "Mitschülerverzeichnis", eine Zensuren-Tabelle, eine Turn- und Spielliste, Verliehene und Geliehene Bücher, Taschengeldkonto, "Fernsprechnummern-Verzeichnis", Notizen, danach folgende nützliche Tipps und Werbung. Ockergelber Okart., Hermann Beyer Verlag Leipzig, 32 Bl. (unpag.), o. J. (ca. 1912–1914), 14 × 9 cm, Klammerheftung.
Ein 1938 erschienenes Exemplar ist an der Deutschen Nationalbibliothek Leipzig einsehbar.